# Stockpunkt
Als Stockpunkt (englisch: setting point) bezeichnet man die Temperatur, bei der für 10 Sekunden keine Bewegung der Probe mehr sichtbar ist – diese also gerade aufgehört hat zu fließen.
Die einschlägige Norm DIN 51583 ist mittlerweile nicht mehr gültig und in die DIN EN 23015 eingegangen (Cloudpoint).

## Abgrenzung

### Verfestigungspunkt
Oft wird für den Stockpunkt fälschlicherweise der Verfestigungspunkt erwähnt, der in engl. Sprache solidification point heißt. Das ist aber nur eine allgemeine Umschreibung und entspricht keiner Norm.

### Pourpoint
Der Pourpoint (englisch: pour point) (engl. pour für „gießen“ im Sinne von „eingießen“) nach ISO 3016 bezeichnet die niedrigste Temperatur für ein flüssiges Produkt, bei der es bei Abkühlung gerade noch fließt.
Da die Abweichung der Ergebnisse des Stockpunktes (DIN 51583) und des Pourpointes (ISO 3016) bei je ±3 °C Genauigkeit liegen, kann der Pourpoint den Stockpunkt als nicht mehr gültiges Verfahren ersetzen, denn apparatetechnisch sind sie gleich aufgebaut.
In der Brennstofftechnik wird oftmals der Pourpoint nach ISO 3016 gemessen, meist von Hand. Dabei wird die nächsthöhere (also wärmere) Temperatur in Grad Celsius angegeben, die durch 3 teilbar ist. Es gibt allerdings auch Geräte, die nach dem Standard ASTM D5985 automatisch bis auf ca. 0,1 °C genau messen.
In den Datenblättern petrochemischer Produkte werden die Begriffe Stockpunkt und Pourpoint häufig synonym verwendet, was nicht richtig ist (denn der Pourpoint liegt immer höher als der Stockpunkt).